# Ligne 121 (Infrabel)
La ligne 121 est une ligne de chemin de fer belge, désormais déferrée, qui reliait Roux (Wilbeauroux) à Lambusart, desservant les nœuds ferroviaires de Roux, Jumet, Ransart et du Vieux-Campinaire.

## Historique
Le Chemin de fer de ceinture de Charleroi est concédé par l'arrêté royal du 21 juillet 1866 à la Compagnie des chemins de fer des bassins houillers du Hainaut, fondée à l'initiative de Simon Philippart. Il comprend la section de Jumet à Ransart (jusqu'au Vieux-Campinaire) de la future ligne 121 ainsi qu'un embranchement vers Lambusart. L'arrêté royal du 14 juillet 1866 avait quant à lui concédé à la même société une série de lignes secondaires dans le Hainaut dont une ligne de Piéton à Gosselies (future ligne 112A et section occidentale de la ligne 121) avec un embranchement vers Piéton. Le tracé choisit sera commun sur plusieurs kilomètres traversant Gilly avec la ligne de Luttre à Châtelineau (future ligne 119) elle aussi concédée le 21 juillet.
L'objectif de l'ensemble des lignes faisant l'objet du chemin de fer de ceinture et de ses embranchements est desservir des communes et industries à l'écart du chemin de fer, dont de nombreuses concessions charbonnières, et de relier entre-elles les lignes de plusieurs compagnies privées.
Le cahier des charges prévoit notamment un délai de construction de 3 ans maximum ; la double voie et la circulation de trains de voyageurs sont requis uniquement sur la section faisant partie du chemin de fer de ceinture. En 1868, le traité d'affermage conclu avec la Société générale d'exploitation de chemins de fer est approuvé par l'assemblée générale de la compagnie concessionnaire. Les difficultés financières de ces sociétés amènent au rachat de l'essentiel des concessions par les chemins de fer de l’État belge par la loi du 3 juin 1870. À cette date, en dehors de la section de Piéton à Trazegnies, les travaux n'avaient pas été réalisés.
Toutefois, dans cette loi relative à la reprise des lignes concédées aux compagnies constituant la Société générale d'exploitation, les lignes rachetées font l'objet de nouvelles concessions accordées à cette même Compagnie des chemins de fer des bassins houillers du Hainaut, qui doit construire ces lignes à forfait puis les livrer à l’État. Les travaux réalisés par une société de construction créée à cet effet et financée par la Banque de Belgique seront toutefois fort lents, suscitant des rappels à l'ordre.
Le 23 mai 1875, la ligne de Piéton à Roux, constituant l'amorce de la ligne 121, est en service sur toute sa longueur le 23 mai 1874. Le 19 novembre de la même année, la section la plus à l'est (Lambusart - Ransart) est à son tour parcourable, en même temps que la section de Fleurus à Gilly de la ligne 131.
La faillite du groupe des Bassins Houillers en 1877 fait de l’État l’intermédiaire direct de la société de construction.
Les sections restantes de la ligne 121 sont mises en service le 15 janvier 1880 (Ransart - Masses-Diarbois) ; le 23 juillet 1879 (Masses-Diarbois - Jumet-Brûlotte) et le 5 août 1880 (Jumet - Wilbeauroux).
La section comprise entre les bifurcations de Wilbeauroux et de Chef-Lieu, neutralisée pendant la guerre, n'est pas reconstruite et est formellement déclassée vers 1945 ou 1947. Le pont sur le canal et celui enjambant la ligne 124, qui va être électrifiée en 1949, disparaissent rapidement.
Entre Jumet et Ransart, la ligne est fermée au trafic voyageurs le 17 mai 1953. La section entre la gare de Masses-Diarbois et la liaison avec la ligne 119 est déclassée en 1955 ; celle jusqu'à la gare de Ransart reste desservie jusqu'en 1985 sous le nom de ligne industrielle 256. Celle reliant Ransart au Vieux-Campinaire a également été renommée (ligne 259) et ferme en 1983 ; la section terminale du Vieux-Campinaire à Lambusart ayant disparu en 1959.
Sur la ligne 112A, qui est parfois considérée comme faisant partie de la ligne 121, les trains de voyageurs survivent jusqu'en 1984 avant qu'elle ne ferme aux marchandises, par section, en 1987 puis 1992.

## Caractéristiques

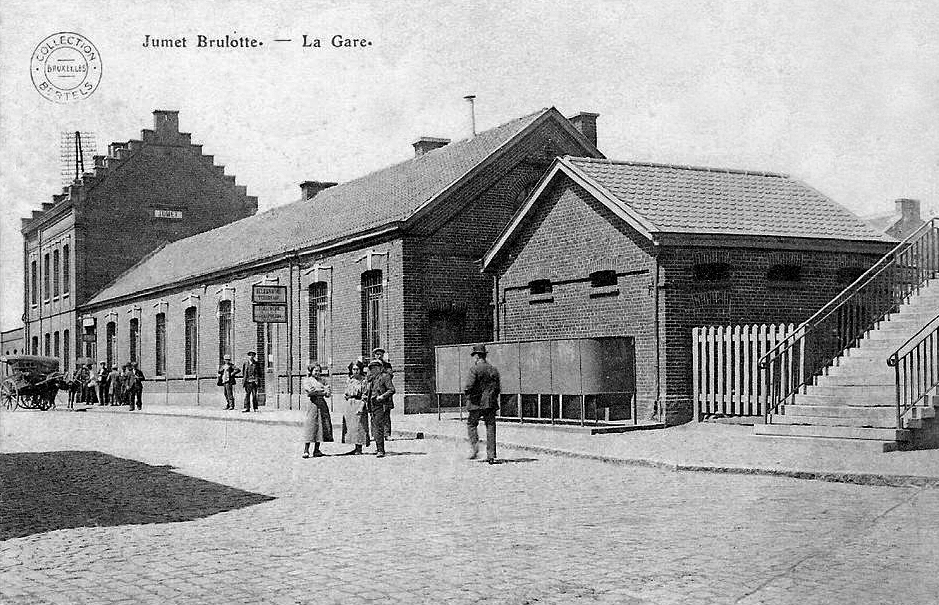
Ancienne gare de Jumet-Brûlotte.
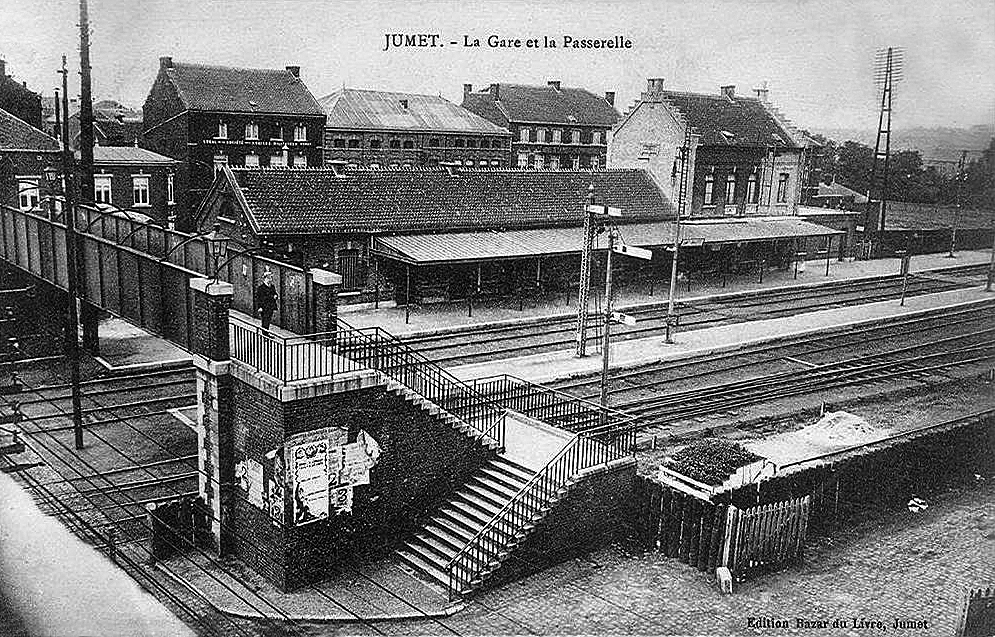
Nœud ferroviaire des lignes 119, 119A et 121.

## Patrimoine ferroviaire
Après son abandon, la section commune à la ligne 119 a depuis été aménagée en chemin RAVeL ; le reste de la ligne 121 est abandonné sous la végétation ou détruit. Le changement de cours du Canal Charleroi-Bruxelles dans les années 1950 a conduit au creusement d'une profonde tranchée coupant la ligne près de la gare de Sart-les-Moines.
Les bâtiments de gare de Sart-les-Moines, Masses-Diarbois et du Vieux-Campinaire (formation) ainsi que quelques maisons de garde-barrière, ont échappé à la démolition en devenant des habitations privées.